# Тетрасахариди
Тетрасахариди — вуглеводи, які при гідролізі дають чотири молекули однакових або різних моносахаридів. Наприклад, стахіоза при гідролізі дає по одній молекулі глюкози і фруктози і дві молекули галактози. Загальна формула тетрасахариду зазвичай C24H42O21.
| Назва                             | хімічна сполука                                               | функція                                  |
| --------------------------------- | ------------------------------------------------------------- | ---------------------------------------- |
| Ліхноза (1-α-Galactosyl-рафіноза) | O-α-D-Galp-(1→6)-O-α-D-Glup-(1→2)-O-β-D-Fruf-(1→1)-O-α-D-Galp |                                          |
| Мальтодекстрин                    | O-α-D-Glcp-(1→4)-O-α-D-Glcp-(1→4)-O-α-D-Glcp-(1→4)-D-Glcp     | в крохмальному сиропі                    |
| Нігеротетраоза                    | O-α-D-Glcp-(1→3)-O-α-D-Glcp-(1→3)-O-α-D-Glcp-(1→3)-D-Glcp     |                                          |
| Ністоза (β-D-Fructosyl-1-kestose) | O-α-D-Glcp-(1→2)-β-D-Fruf-(1→2)-β-D-Fruf-(1→2)-β-D-Fruf       |                                          |
| Сесамоза                          | O-α-D-Galp-(1→6)-O-α-D-Galp-(1→6)-O-β-D-Fruf-(2→1)-O-α-D-Glcp |                                          |
| Стахіоза                          | O-α-D-Galp-(1→6)-O-α-D-Galp-(1→6)-O-α-D-Glcp-(1→2)-β-D-Fruf   | широко поширені в рослинах(Артишок, Соя) |